# Ibiara
Ibiara est une ville brésilienne du sud-ouest de l'État de la Paraíba.
Sa population était estimée à 6 139 habitants en 2007. La municipalité s'étend sur 244 km2.